# چوللو (چاراویماق)
چوللو یکی از روستاهای استان آذربایجان شرقی است که در دهستان چاراویماق جنوب شرقی بخش شادیان شهرستان چاراویماق واقع شده‌است.این روستا ۱۷ نفر جمعیت دارد.